# Nowyj kanal
Nowyj kanal (ukrainisch Новий канал, wörtlich „Neuer Kanal“) ist ein ukrainischer Fernsehsender.

## Geschichte
Nowyj kanal begann am 27. Februar 1998 mit der Ausstrahlung. Als Tag des Erscheinens des Senders gilt jedoch der 15. Juli 1998, das Datum der ersten Live-Übertragung. Er begann mit der technischen Ausstrahlung auf der Frequenz von STB. Ursprünglich war er ein städtischer Fernsehsender, der nur in Kiew sendete. Von Anfang an positionierte er sich als Fernsehsender für „junge Menschen im Alter von 14 bis 30 Jahren mit einem aktiven Lebensstil, die ständig an Neuem interessiert sind, frei von konservativen Ansichten, die das Leben in all seinen Erscheinungsformen lieben.“
Im April 1999 traten Manager unter der Leitung von Oleksandr Tkatschenko dem Sender bei. Mit seiner Ankunft änderte sich die Ausrichtung des Senders auf ein breiteres Publikum. Ab dem 14. Juni 1999 erschien auf dem Sender die Informationssendung Reporter, die sich auf die Ausstrahlung operativer Nachrichten konzentrierte. Am 17. Juni desselben Jahres begann die Morgenshow Pidjom mit Marija Jefrossynina und Jurij Horbunow. Im Dezember 1999 begann Nowyj kanal mit der Satellitenausstrahlung und erweiterte die Reichweite auf die Städte Charkiw, Donezk, Riwne, Cherson, Kirowohrad und Poltawa. Seit 2000 sendete er in 17 Großstädten der Ukraine.
Am 1. März 2001 stellte der Sender als erster in der Ukraine auf 24-Stunden-Ausstrahlung um. Am 15. Juli 2018 änderte der Fernsehsender sein Logo und stellte auf die Ausstrahlung im 16:9-Breitbildformat um. Ab dem 13. Januar 2020 stellte Nowyj kanal die Ausstrahlung auf High Definition um.
Mit Beginn des russischen Überfalls wurde in der Ukraine das Kriegsrecht verhängt. Im April 2024 bestätigte das Ministerium für Kultur und Informationspolitik der Ukraine, dass den Mitarbeitern von Nowyj kanal eine Mobilisierung vorenthalten werden kann, da der Sender ein Unternehmen ist, das „für das Funktionieren der Wirtschaft und die Sicherung des Lebensunterhalts der Bevölkerung in einem besonderen Zeitraum von entscheidender Bedeutung“ ist.

## Eigentümer und Führung
Nowyj kanal ist Teil des Medienkonglomerats Starlight Media im Besitz von Wiktor Pintschuk. Bis 2003 wurde der Sender von der russischen Alfa Group über die mit ihr verbundene ukrainische Alfa-Bank kontrolliert. Zwischen 2003 und 2004 wurden seine Anteile von Pintschuk nahestehenden Strukturen aufgekauft. Im Januar 2020 wurde Olha Sadoroschna Generaldirektorin des Senders.

## Marktanteil
1999 belegte Nowyj kanal den dritten Platz nach Inter und 1+1 und im Jahr 2006 den zweiten Platz. Von 2004 bis 2007 sanken die Einschaltquoten von 10,11 % auf 7,42 %. Ab 2008 erhöhte sich der Marktanteil durch eine geänderte Programm- und Einkaufspolitik bis 2009 auf 9,56 % und Nowyj kanal erreichte den zweiten Platz unter den ukrainischen Fernsehsendern. Bis 2013 sanken die Quoten auf 6,17 %. 2021 belegte der Sender mit 7,14 % den 5. Platz.